# Slumpens musik
Slumpens musik är en roman av Paul Auster utgiven 1990.
Huvudpersonen är Jim Nashe som efter att han lämnats av sin hustru och fått ett arv efter sin avlidne far kör fram och tillbaka över den amerikanska kontinenten utan något mål. Han sätter sin enda tillit till slumpen och när han träffar den professionella pokerspelaren Jack Pozzi ser han en chans att utöka det kapital som efter ett år börjat sina. De utmanar de excentriska miljonärerna Flower och Stone (som blivit rika genom en lotterivinst) i ett pokerparti, men de visar sig vara skickligare än väntat och spelar av dem inte bara Nashes hela förmögenhet utan dessutom ytterligare en stor summa pengar. För att betala tillbaka spelskulden tvingas Nashe och Pozzi till det meningslösa arbetet att bygga en jättelik mur åt Stone och Flower.
Romanen filmatiserades med samma titel 1993.

## Mottagande
Johan Lundberg såg romanen som en Kafka-liknande skildring där både den förtryckta och kringskurna tillvaron som arbetet med muren innebär och den ångestladdade slumpmässighet som den kringflackande totala friheten medför framstår som en mardrömssituation för Nashe.